# مادة خام

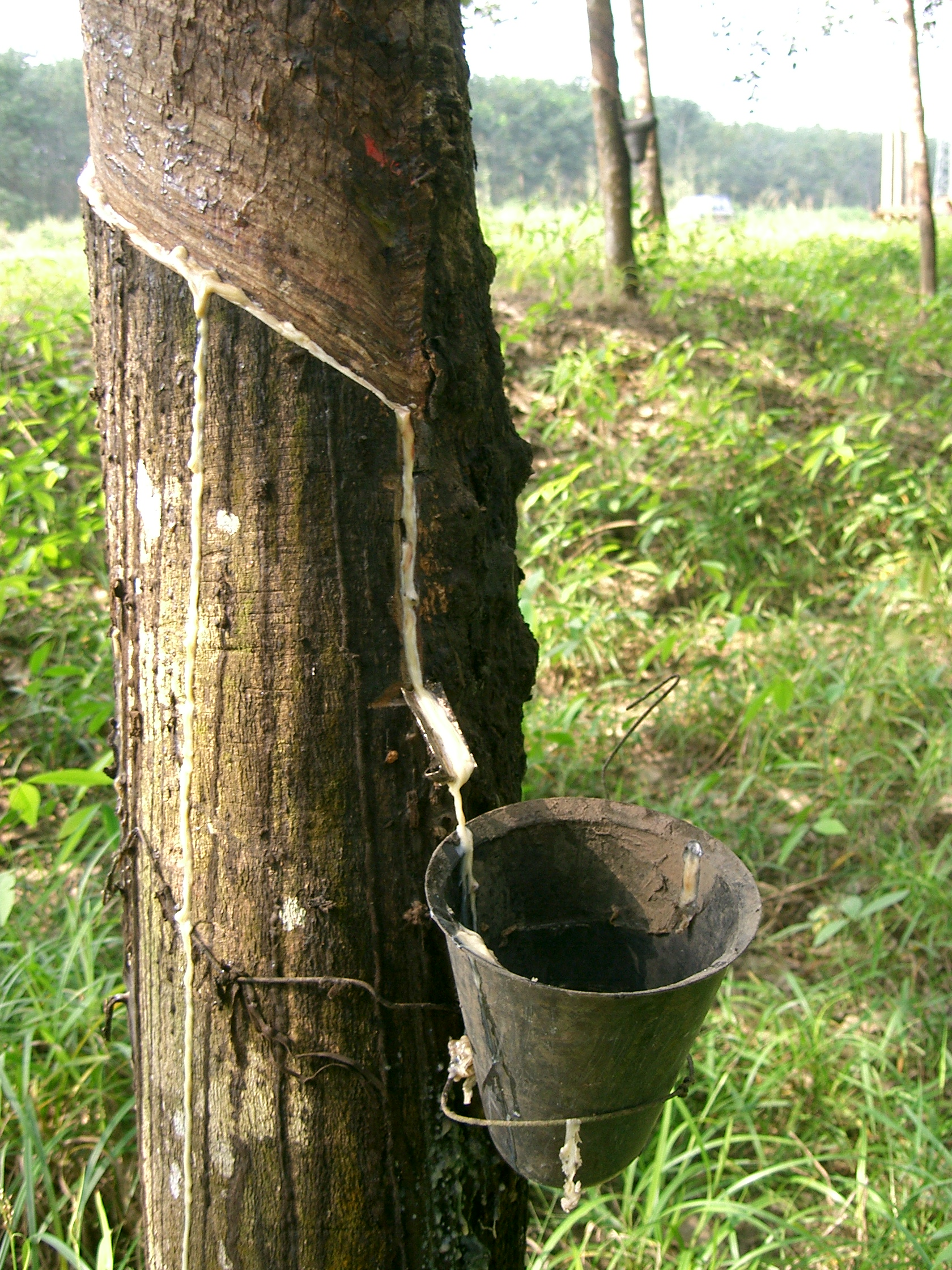
تجميع خام المطاط الطبيعي من شجرة مطاط.

المواد الخام أو المواد الأولية هي التي يستخرجها الإنسان عادة من مناجم تكثر فيها ويقوم باستغلالها في الصناعة والتجارة، أو كمادة بناء لإنشاء المباني. تأتي المواد الخام من موارد طبيعية مثل النفط والحديد الخام والخشب. وهي في حالة غير مجهزة أو مجهزة بشكل جزئي. مثل: الحديد الخام والنفط الخام.
وعادة ما يشار إلى المواد الأساسية كسلع، التي تباع وتشترى في بورصات السلع في جميع أنحاء العالم.
تعيش البلاد التي لا توجد فيها صناعات تذكر على بيع المواد الخام الموجودة في أراضيها في السوق العالمي، مثل بلاد يكثر فيها خام الحديد أو الفحم الحجري أو النحاس الخام أو القصدير أو الذهب .

## دور مواد الخام في التجارة

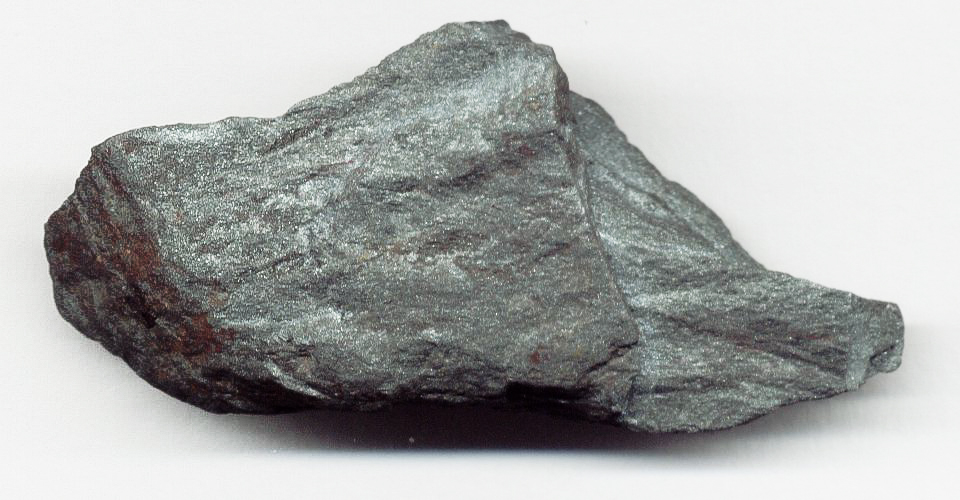
معدن الهيماتيت.

تباع المواد الخام في ما يسمى بسوق العمل التجاري. وذلك لدورها الهام في الصناعة والعمل ورأس المال. تلعب المواد الخام دورا هاما في عملية الإنتاج، حيث يتقرر نجاح اقتصاد أي بلد من حجم الموارد الطبيعية في البلاد وداخل حدودها. والدولة التي لديها موارد خام طبيعية وفيرة ليست في حاجة لاستيراد المواد الخام، وتتاح لها الفرصة لتصدير المواد إلى بلدان أخرى. وقبل أن تستخدم في عملية التصنيع في كثير من الأحيان يتم تغييرها لاستخدامها في عمليات مختلفة. كما وتباع وتشترى في بورصات السلع في جميع أنحاء العالم.
مواد الخام لها تأثير كبير على اقتصاد الدول، وعلى سبيل المثال، في حالة ارتفاع أسعار الطاقة والمواد الخام فإن هذا يدفع بالأسعار بوجه عام إلى الارتفاع وبالتالي تضطر البنوك أو المؤسسات المالية إلى رفع أسعار الفائدة نتيجة لذلك.
في الاقتصاد الماركسي وبعض الصناعات، ويستخدم هذا المصطلح بمعنى متميز: المواد الخام هو موضوع العمل، وهي المواد التي سيقوم العمال بالعمل بها، وإجراء بعض التعديلات عليها. وبعبارة أخرى فإن هذا المصطلح لا ينطبق على المواد في حالتها غير المجهزة تماما. مثل الخشب والزجاج والفولاذ.
أنواع المواد الأولية ((الخام)):-
1-نباتية
2-حيوانية
3-معدنية

## حظر تصدير مواد خام
وقعت معظم الدول على معاهدة الحد من انتشار الأسلحة النووية. وطبقا لهذه المعاهدة تعطي كل دولة إلى الهيئة الدولية للطاقة الذرية معلومات كاملة عن حوزتها من اليورانيوم و الثوريوم وخاماتهما. كما تقوم مجموعات من خبراء هيئة الطاقة الذرية بالتفتيش في منشآت الدولة للتأكد من عدم انتاجها لقنابل نووية. وتلتزم الدول الموقعة على الاتفاقية (وهي معظم بلاد العالم) بإخطار الهيئة الدولية للطاقة الذرية عن الكميات التي تصدرها وإلى أين والكميات التي تستورده.

## تعرضها للاحتكار

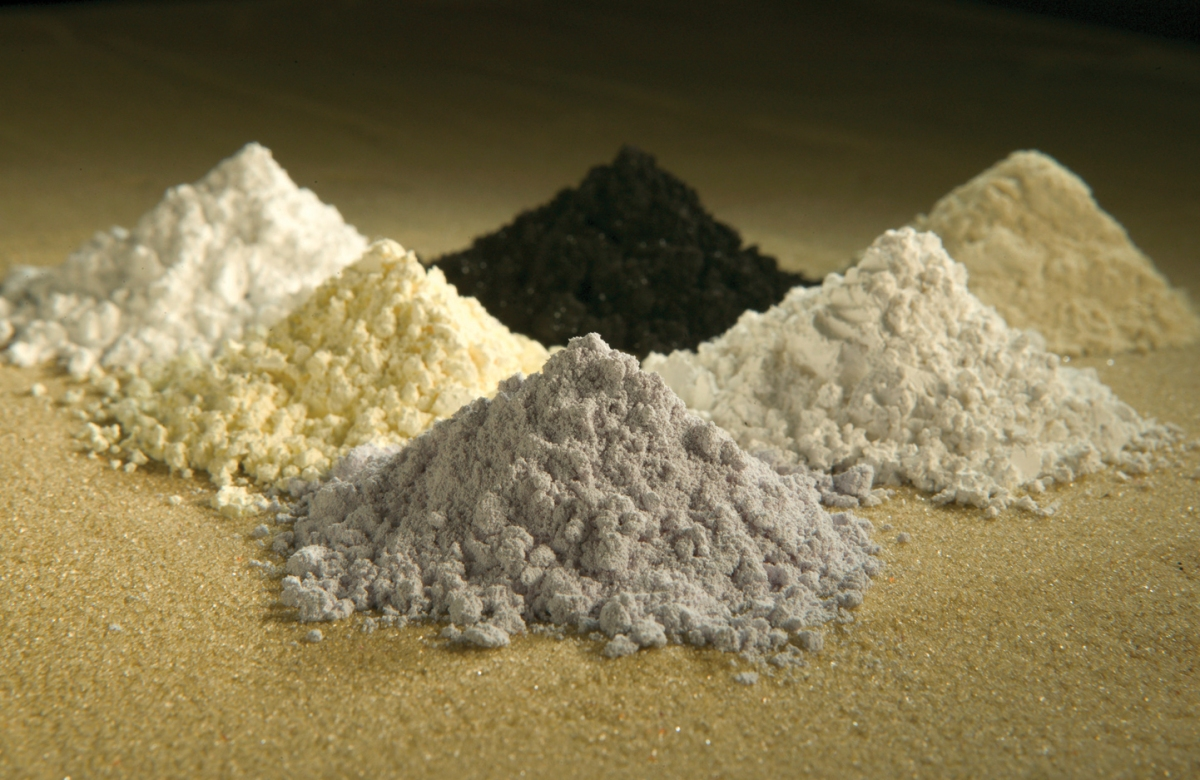
أكاسيد ست عناصر أرضية نادرة، هي باتجاه حركة عقارب الساعة بدءا من أعلى المنتصف براسيوديميوم ، سيريوم ، لانثانوم ، نيوديميوم ، ساماريوم ، وغادولينيوم.

توجد معظم خامات العناصر الأرضية النادرة في منطقة منغوليا بالصين؛ بنسبة 97% من الإنتاج العالمي. وهي مواد هامة تدخل في صناعات حديثة كثيرة مثل شاشات البلازما وشاشات التلفاز والحاسوب، وفي صناعة الترانسيستور والرقائق الإلكترونية، ومصابيح الفلوريسنت والبطاريات والمركمات وغيرها. فنجد أن الصين تتحكم في أسعار خامات العناصر الأرضية النادرة.